# Silo de Casetas
El silo de Casetas es un antiguo silo de grano situado en el municipio español de Zaragoza, en la provincia homónima. Se encuentra ubicado junto a las vías del tren y la estación de Casetas.

## Historia
Su construcción respondió a una premeditada organización para el almacenamiento de cereal, dentro de la política implementada por el régimen franquista a través del Servicio Nacional del Trigo. El silo entró en servicio en 1965 y contaba con una capacidad de almacenamiento de 3.500 toneladas. Disponía, asimismo, de un enlace con el ferrocarril. La unidad pasaría a manos del Servicio Nacional de Cereales en 1969 y, dos años después, del Servicio Nacional de Productos Agrarios.

## Características
Se trata de un silo del tipo F, siendo esta una tipología singular por sus características y el número reducido de unidades que se llegaron a construir. Posee una altura máxima de 31 metros, estando constituida su estructura por un conjunto de celdas cuadradas de bloque armado; cada celda tiene un diámetro de 3,25 metros. Antiguamente las instalaciones estaban enlazadas con la red ferroviaria a través de un ramal ligado a la estación de Casetas y destinado a la carga del grano.